# Sint-Jozefkapel (Froidthier)

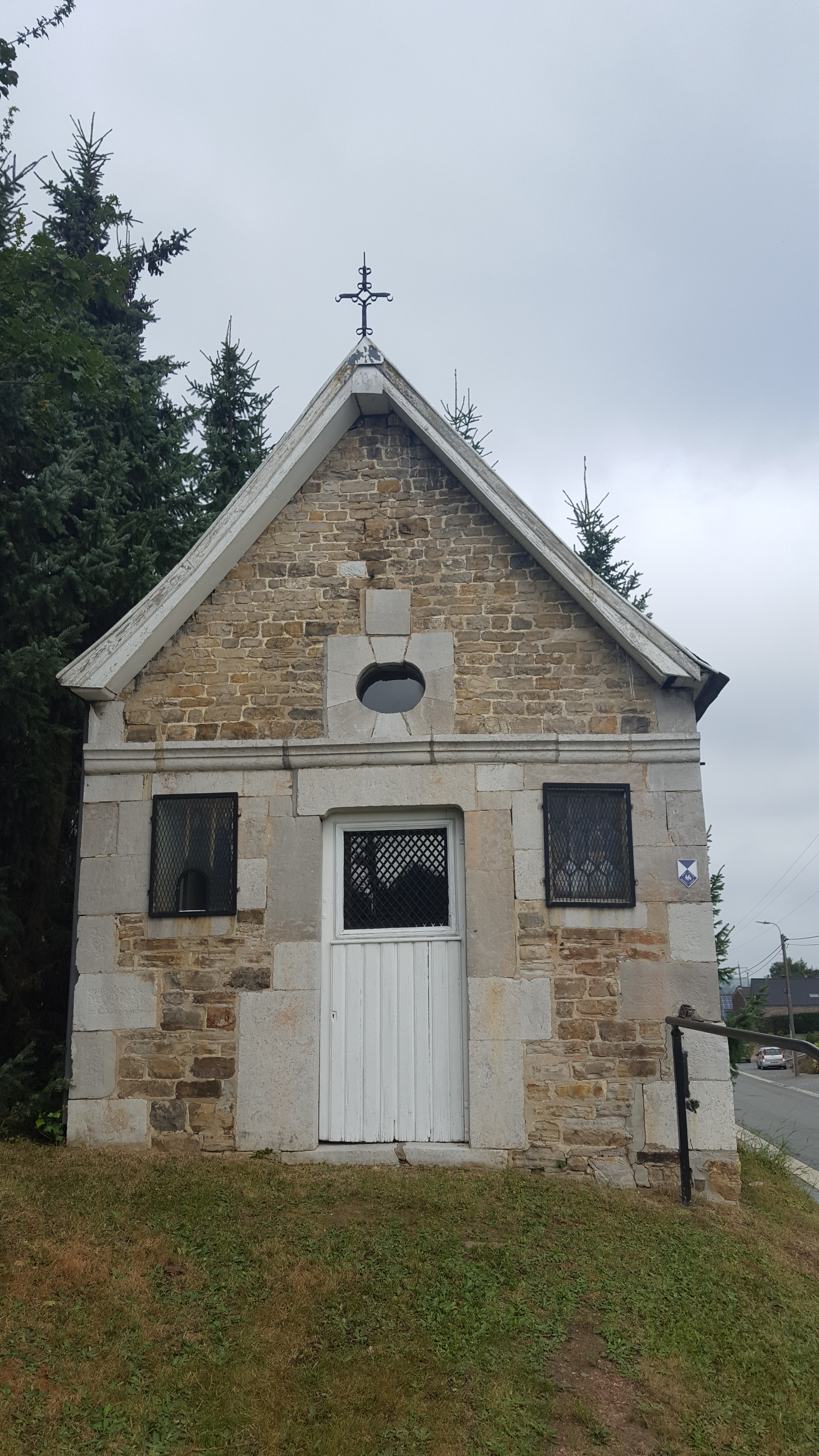
De Sint-Jozefkapel in Froidthier.

De Sint-Jozefkapel is een kapel gelegen ten zuidoosten van de tot de Belgische gemeente Thimister-Clermont behorende plaats Froidthier.
De kapel werd gesticht in 1688 en werd gebouwd in natuursteenblokken. Boven het ingangsportaal bevindt zich een oculus en daarboven een gevelsteen met het opschrift: set chapel est batie en loneur de Dieu et de la vier. Marie it de Sainct Joseph it de Madam Sainct Anne et pour priez pour les am de purgatoir et pour le bienfaiteur di set chapel - Touma de Mollie et sa compane 1688 (deze kapel is gebouwd ter ere van God en van de Maagd Maria en van Sint-Jozef en van Sint-Anna en om te bidden voor de zielen in het vagevuur en voor de weldoener van deze kapel - Tomas de Mollie en zijn vrouw).
Op de eerste zondag na 19 maart vindt er een bedevaart naar deze kapel plaats.